# Mataemon Tanabe

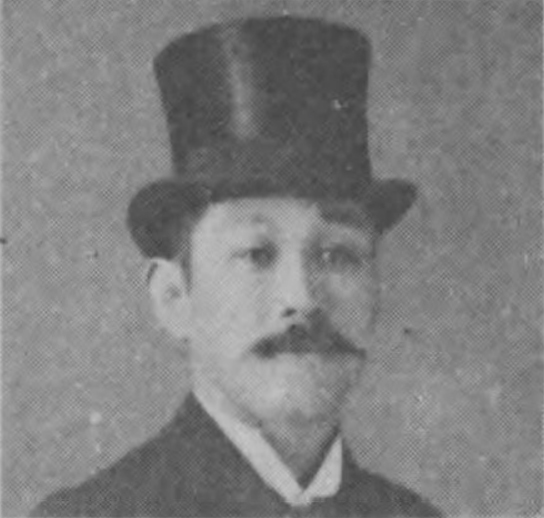

Mataemon Tanabe (田辺又右衛門 Tanabe Mataemon?) (1869-1942) fue un jujutsuka japonés. Fue líder de la escuela Fusen-ryū y uno de los mayores expertos en la lucha a ras de lona o ne-waza de su época, siendo famoso por sus numerosos enfrentamientos contra miembros de la escuela fundadora del judo Kodokan.

## Biografía
Nacido en Okayama en el seno de la familia dirigente de Fusen-ryū, Mataemon empezó a entrenar en el arte del jiu-jitsu familiar a los 9 años bajo la tutela de su padre Torajiro, a sazón heredero del fundador Motsuge Takeda. A los 14 años empezó a acompañar a su padre a competiciones y desafíos en otros dojos, llegando a enfrentarse a hombres adultos mucho más grandes y fuertes que él, pero el pequeño Mataemon era duro y obstinado y jamás rehuyó una lucha. Al cabo del tiempo, Tanabe se había convertido en un jujutsuka fuerte y técnico, especialmente eficiente en la estrategia de resistir las llaves de su oponente y dejarle agotar su energía antes de contraatacar de manera contundente. Su mayor campo de habilidad se encontraba en el ne-waza, siendo apodado "Newaza Tanabe". Su método preferido de llevar la lucha al piso era el uso de morote gari y kuchiki taoshi, algo que según él había concebido "atrapando anguilas con sus manos desnudas y viendo a serpientes engullir ranas". A los 17 años recibió su menkyo kaidan o certificación de enseñanza y, tras ello, Mataemon y su padre empezaron a enseñar su estilo de lucha en varias partes de Japón.
En 1890, Tanabe viajó a Tokio, donde fue nombrado instructor de lucha cuerpo a cuerpo de la policía metropolitana. No obstante, sería en enero de 1891 cuando Mataemon se volvió verdaderamente famoso a causa de un combate de desafío contra el notorio Takisaburo Tobari, antiguo miembro de la escuela Tenji Shinyo-ryū y por entonces 3º dan de judo, así como otro instructor policial y un contrincante más pesado. Nada más comenzar el duelo, Tanabe utilizó el tirón para llevar a su oponente al piso y, una vez allí, tras inmovilizarle con kami-shiho-gatame, procedió a estrangularle hasta la inconsciencia con juji-jime. La victoria fue chocante, ya que hasta el momento ningún representante mayor del judo había sufrido una derrota tan sólida. Se hizo entonces claro para todos que Tanabe había encontrado el punto débil de la Kodokan, concretamente su superioridad en la lucha de suelo, y aquel no sería el último de los combates que tuviera con más yudocas para demostrar su descubrimiento. Se dice que Tanabe luchó contra nombres como Yoshiaki Yamashita, Kunisaburo Iizuka, Soji Kimotsuki, Hidekazu Nagaoka, Norimasu Iwasaki, Yuji Hirooka y Shichigoro Baba, saliendo invicto contra todos ellos (aunque se desconoce si a través de victoria o empate) y que retó a Shiro Saigo, pero éste rechazó el reto.
En primavera de 1892, Tobari solicitó una revancha contra Tanabe en un evento celebrado por la policía de Tokio. Aunque el yudoca volvía con habilidades de suelo mejoradas, el miembro de Fusen-ryū conocía ya demasiado bien los movimientos de su oponente, y utilizó un tomoe nage para llevar a Tobari al piso, donde, tras esperar a que su oponente se agotara, lo finalizó con una nueva juji-jime. No cesaría la rivalidad entre ambos sin un tercer combate, y esta vez obedeció al reto de Tobari de luchar en un evento que se celebraría en diciembre en las dependencias de la policía de Izumi. Sin embargo, ocurrió la curiosidad de que un jujutsuka de Kito-ryū llamado Senjuro Kanaya, descontento por no ser el retador número uno, tuvo un violento altercado con Tobari, quedando ambos significativamente maltrechos antes de que ninguna lucha tuviera lugar. Aun así, no quieriendo retirarse del evento, Tobari luchó con Mataemon de todas formas. El combate fue impetuoso, pero terminó de la misma manera, con Tobari utilizando su fiable tomoe nage y ejecutando un ebi-jime para hacerse con la victoria. Como curiosidad, Tanabe luchó con Kanaya después de otros cuatro combates en el mismo evento. La contienda acabó en empate tras media hora, pero Kanaya no estaba satisfecho y exigió más tiempo, momento en que Tobari intervino y aprovechó para tumbar a Kanaya con un ashi barai para risa de los árbitros y de Tanabe. Los altercados del día costaron a Tobari su puesto como instructor de la policía, pero Tanabe le consideró de todos modos un gran adversario por su espíritu de lucha y su negativa a rendirse contra él.
Después de estas luchas, el renombre de Tanabe fue tal que sería uno de los maestros de jiu-jitsu elegidos para abrir la división de este arte del Dai Nippon Butoku Kai en 1895, una idea promovida por el fundador del judo, Jigoro Kano. En este edificio tuvieron lugar luchas y desafíos entre unos y otros estilos, y Tanabe ejerció allí durante mucho tiempo sin dejar de visitar otros dojos a lo largo del país. Su principal lugar de preferencia, no obstante, fue el dojo del maestro Yataro Handa en Dojima, Osaka, el cual visitó por primera vez en 1898, un año después de su apertura. Handa militaba bajo la enseña de la escuela Daito-ryū (no confundir con el estilo Daitō-ryū; a pesar de su nombre, la de Handa se trataba en realidad de una filial de Sekiguchi-ryū), aunque también tenía formación en el estilo Tenjin Shinyō-ryū. Conociendo la fama de Tanabe, Handa le presentó a un antiguo alumno suyo que ahora formaba parte de la escuela Kodokan, Soji Kimotsuki, y ambos no tardaron en tener una lucha. Fue entonces que Tanabe sufrió su primera derrota, ya que Kimotsuki le proyectó sobre su cabeza con un movimiento de ashi-waza, noqueándole. Al día siguiente, repuesto y buscando venganza, Mataemon luchó contra él de nuevo, pero esta vez aprovechó un intento de uchi mata para tirar de Kimotsuki hasta el tatami, finalizándole con una estrangulación. Una gran amistad surgió entre ambos a causa de estos intercambios, y Kimotsuki pidió a Tanabe quedarse otros diez días allí para entrenar juntos. De hecho, Tanabe se convirtió en un asiduo del dojo de Handa, compartiendo su estilo de ne-waza con varios otros pupilos, entre los que se hallaron Taro Miyake, Yukio Tani y Sadakazu Uyenishi.
También en 1898, Tanabe tuvo parte en los hechos que causaron la prohibición del ashi garami en el judo. Esto ocurrió en una exhibición en Kioto ante el mismo emperador de Japón, Taishō, en la que Mataemon tuvo un combate contra Yuji Hirooka. La lucha duró media hora, y entonces Tanabe realizó un ashi garami que lesionó gravemente la pierna de su rival. A causa del escándalo, esta y toda técnica que ejerciera daño a la pierna del uke fueron prohibidas en el judo en una reunión en el Butokukai, aunque se dice que en años posteriores Tanabe trató de reparar esto presionando para que el ashi garami fuera incluido en la katame-no-kata oficial del Kodokan. Esta prohibición, irónicamente, terminó costando a Tanabe una victoria contra el 3º dan Hajime Isogai, celebrado en Tokio en 1899 bajo el arbitraje de Masaaki Samura de Takeuchi Santo-ryū. En cuanto empezó la lucha, Tanabe probó con tomoe nage como de costumbre, pero Isogai bloqueó la técnica. Mataemon hubiera continuado con ashi garami, pero habría sido ilegal bajo las nuevas normas, de modo que optó por intentar voltear a Hajime y agotar sus fuerzas. Sin embargo Isogai, conocedor de esta estrategia e inseguro de sus posibilidades, simplemente se cerró y mantuvo guardia, haciendo pasar el tiempo hasta que la lucha acabó en empate. Mataemon y Hajime se encontraron otra vez en Kioto el mismo año y volvieron a empatar después de un combate llevado a cabo mayormente sobre los pies.
Insatisfecho con el giro de los acontecimientos, Tanabe desafió a Isogai a un tercer y último combate para la exhbición que iba a tener lugar en Okayama en mayo de 1900. Cuando llegó la fecha del evento, fue visible para muchos que Tanabe contaría con una notable ventaja, ya que Okayama era su propia tierra natal y el cuartel general de otras escuelas de jiu-jitsu opuestas al judo; incluso el árbitro sería Kotaro Imai, un exponente de Takenouchi Kito-ryū manifiestamente opuesto a Isogai. No obstante, esta vez Hajime venía tras haber entrenado sus técnicas de suelo con el experto Kaichiro Samura, y Tanabe y él podrían medir fuerzas en igualdad cuando la contienda se desplazase al tatami. Después de mantener la ventaja un largo segmento de la lucha, y Isogai neutralizó todos los movimientos de Tanabe, por lo que éste intentó arrastrarse fuera del tatami para comprar una oportunidad de reiniciar la lucha y replantear su estrategia, pero Isogai tiró de él y le impidió salir del cuadrante. Al fin, después de otro tiempo, Imai detuvo la lucha y declaró empate.
Tanabe declinó siempre unirse a la escuela Kodokan o aceptar un cinturón honorífico, afirmando que era inapropiado entrar a formar parte de una agrupación cuyos miembros no habían podido derrotarle nunca, pero se sabe que Jigoro Kano mismo le persuadió para instruir a sus yudocas en la ciencia de la lucha a ras de lona. Además, Mataemon llegaría a ser nombrado instructor o kyoshi honorífico en el Butoku Kai hasta su retiro en 1922. Tanabe fue ascendido a hanshi en 1927, y falleció en 1942 en Osaka.